# 李澄之
李澄之（1901年—1966年），原名李澄，字若秋，男，山东临沂人，中华人民共和国政治人物，曾任临沂山东大学校长。山东省各界人民代表会议协商委员会副主席兼秘书长。

## 生平
1923年，和初诰、吴鉴等9人创办北京私立志成中学校，任建校董事兼英文教员。1924年加入中国国民党。
1954年，当选第一届全国人民代表大会代表。